# Félix Crépin
Pour les articles homonymes, voir Crépin.
Félix Crépin est un homme politique français, né le 8 juin 1842 à Fresnoy et mort le 12 juillet 1918. Magistrat de profession, il entre au Sénat français en tant que sénateur de La Réunion le 25 mars 1906. Réélu le 7 janvier 1912, il exerce ses fonctions jusqu'à son décès.